# Serge Loubet
Pour les articles homonymes, voir Loubet.
Pas d'image ? Cliquez ici

a Compétitions nationales et continentales officielles uniquement.

b Matchs officiels uniquement.
Serge Loubet, né le 2 septembre 1956, est un joueur de rugby à XIII dans les années 1970 et 1980 évoluant au poste d'ailier.

## Biographie
Au poste d'ailier, Serge Loubet a joué durant sa carrière dans le Championnat de France au sein de clubs comme l'A.S. Carcassonne, Saint-Gaudens XIII et Saint-Jacques XIII. Il compte une première sélection nationale avec l’effectif des moins de 24 ans lors d’un match contre leur homologue britannique. La sélection française s’incline 4 à 8. Ses bonnes prestations en club l'amènent à être sélectionné en équipe de France lors de la Coupe d'Europe des nations 1978.
Après sa carrière sportive, il devient maire de la commune d'Aragon (Aude) de 1995 à 2008.
En 2015, il est tête de la liste « Citoyens du Midi » pour les élections régionales de 2015. Cette dernière remporte 4,06 % des voix, ce qui n’est pas suffisant pour le second tour.

## Palmarès

### Détails en sélection
| 1. | 15 janvier 1978 | Pays de Galles | 7-29 | Coupe d'Europe | Ailier | - | - | - | - |